# Gasparia
Gasparia là một chi nhện trong họ Toxopidae, được mô tả đầu tiên bởi Brian J. Marples năm 1956. Ban đầu, chúng được xếp vào họ Toxopidae, sau được chuyển đến họ Toxopidae vào năm 2017.

## Các loài
Tính đến  tháng 5 năm 2019 it contains twenty-two species, all found in New Zealand:
- Gasparia busa Forster, 1970 – New Zealand
- Gasparia coriacea Forster, 1970 – New Zealand
- Gasparia delli (Forster, 1955) – New Zealand (Antipodes Is., Auckland Is., Campbell Is.)
- Gasparia dentata Forster, 1970 – New Zealand
- Gasparia edwardsi Forster, 1970 – New Zealand
- Gasparia kaiangaroa Forster, 1970 – New Zealand (Chatham Is.)
- Gasparia littoralis Forster, 1970 – New Zealand
- Gasparia lomasi Forster, 1970 – New Zealand
- Gasparia mangamuka Forster, 1970 – New Zealand
- Gasparia manneringi (Forster, 1964) – New Zealand (Snares Is.)
- Gasparia montana Forster, 1970 – New Zealand
- Gasparia nava Forster, 1970 – New Zealand
- Gasparia nebulosa Marples, 1956 (type) – New Zealand
- Gasparia nelsonensis Forster, 1970 – New Zealand
- Gasparia nuntia Forster, 1970 – New Zealand
- Gasparia oparara Forster, 1970 – New Zealand
- Gasparia parva Forster, 1970 – New Zealand
- Gasparia pluta Forster, 1970 – New Zealand
- Gasparia rupicola Forster, 1970 – New Zealand
- Gasparia rustica Forster, 1970 – New Zealand
- Gasparia tepakia Forster, 1970 – New Zealand
- Gasparia tuaiensis Forster, 1970 – New Zealand